# Pfarrhaus (Leitershofen)

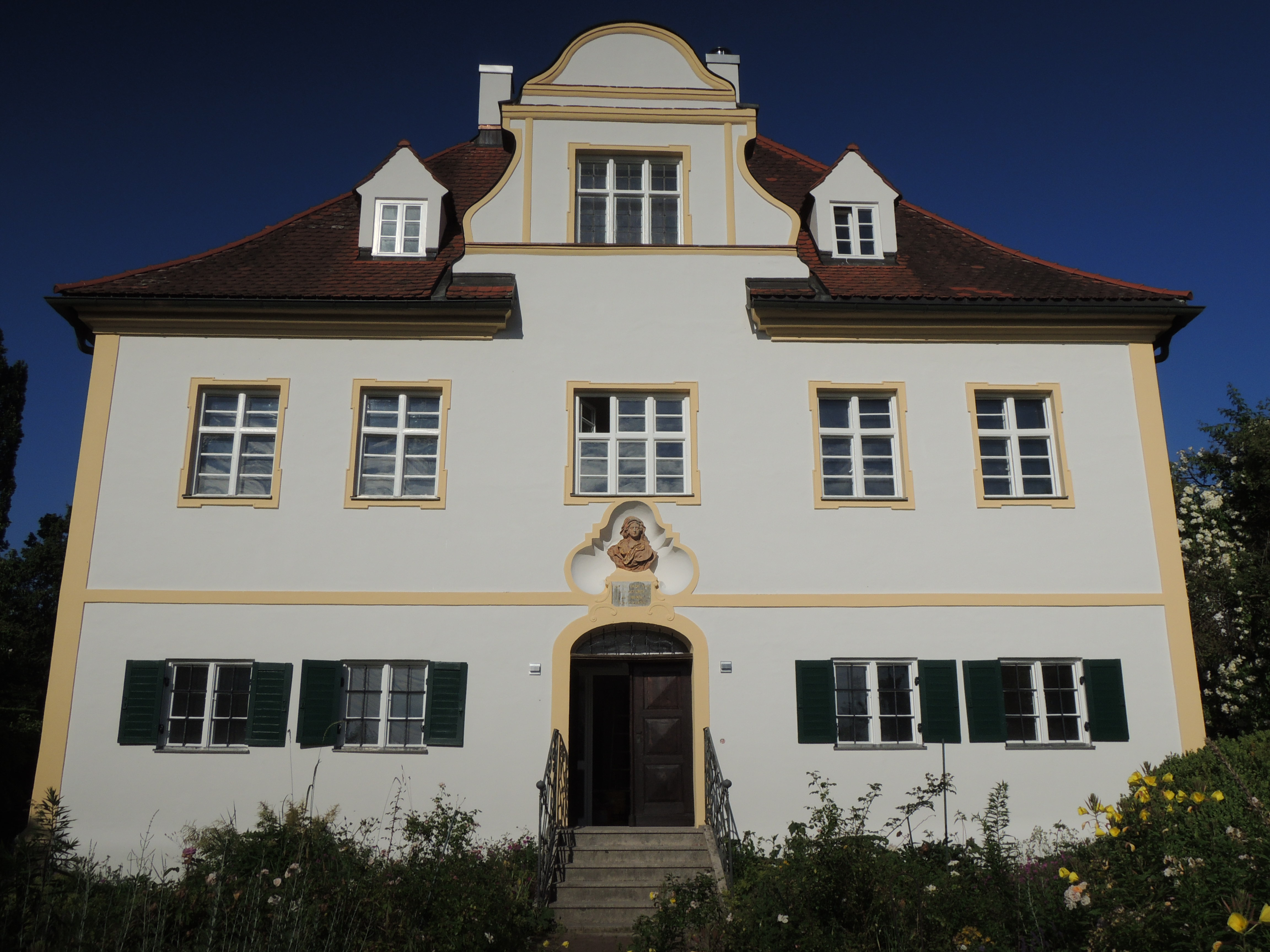
Ehemaliges Pfarrhaus in Leitershofen

Das Pfarrhaus in Leitershofen, einem Stadtteil von Stadtbergen im Landkreis Augsburg im bayerischen Regierungsbezirk Schwaben, wurde 1736 errichtet. Das ehemalige Pfarrhaus an der Bergstraße 3a, nördlich der katholischen Pfarrkirche St. Oswald, ist ein geschütztes Baudenkmal.
Der zweigeschossige Walmdachbau mit geschweiftem Zwerchgiebel an der Ostseite wurde wohl von Johann Kaspar Radmiller aus Thannhausen errichtet. Über eine fünfstufige Treppe erreicht man den rundbogigen Eingang. In einer Nische über dem Portal steht die Büste einer Heiligen, die von einem Stuckrahmen geschmückt wird. Die Ecklisenen, das Geschossgesims und die Faschen bestehen aus Putz. Die mit Sprossen geteilten Fenster besitzen nur noch im Erdgeschoss grüne Holzläden.